# Pink Sport Time 2021-2022
Questa voce raccoglie le informazioni riguardanti l'Associazione Sportiva Dilettantistica Pink Sport Time nelle competizioni ufficiali della stagione 2021-2022.

## Organigramma societario
- Allenatrice: Cristiana Mitola
- Allenatore in seconda:
- Preparatore portieri:
- Preparatore atletico:

## Rosa
Rosa, ruoli e numeri di maglia come da sito FIGC, aggiornata al 28 giugno 2022.
| N. |                     | Ruolo | Calciatrice            |
| -- | ------------------- | ----- | ---------------------- |
| 1  | Italia (bandiera)   | P     | Margot Shore           |
| 2  | Moldavia (bandiera) | D     | Cristina Cerescu       |
| 4  | Italia (bandiera)   | D     | Martina Di Bari        |
| 6  | Italia (bandiera)   | D     | Federica Di Criscio    |
| 7  | Lettonia (bandiera) | A     | Renāte Fedotova        |
| 8  | Grecia (bandiera)   | C     | Anastasia Spyridonidou |
| 9  | Polonia (bandiera)  | A     | Aleksandra Sudyk       |
| 10 | Italia (bandiera)   | C     | Lucia Strisciuglio     |
| 11 | Italia (bandiera)   | A     | Martina Gelmetti       |
| 13 | Italia (bandiera)   | D     | Rossella Larenza       |
| 15 | Germania (bandiera) | C     | Jennifer Cramer        |
| 17 | Italia (bandiera)   | C     | Elena Bonacini         |
| 17 | Nigeria (bandiera)  | A     | Rafiat Sule            |
| 18 | Grecia (bandiera)   | D     | Anastasia Gkatsou      |
| 23 | Italia (bandiera)   | D     | Francesca Soro         |

| N. |                        | Ruolo | Calciatrice           |
| -- | ---------------------- | ----- | --------------------- |
| 27 | Italia (bandiera)      | A     | Penelope Riboldi      |
| 28 | Italia (bandiera)      | D     | Marta Maffei          |
| 31 | Italia (bandiera)      | C     | Francesca Fiore       |
| 88 | Italia (bandiera)      | C     | Marfil Errico         |
| 96 | Polonia (bandiera)     | P     | Katarzyna Siejka      |
| -  | Italia (bandiera)      | D     | Magda Franchetto      |
| -  | Inghilterra (bandiera) | D     | Chelsea Weston        |
| -  | Italia (bandiera)      | P     | Rebecca Di Fronzo     |
| -  | Norvegia (bandiera)    | C     | Marthe Enlid          |
| -  | Slovenia (bandiera)    | C     | Sara Ketiš            |
| -  | Italia (bandiera)      | C     | Rebecca Laface        |
| -  | Italia (bandiera)      | A     | Elisa Paparella       |
| -  | Italia (bandiera)      | A     | Angelica Parascandolo |
| -  | Italia (bandiera)      | A     | Maria Zecca           |

## Calciomercato

### Sessione estiva(dal 1º luglio al 2 settembre)
| Acquisti | Acquisti               | Acquisti         | Acquisti   |
| R.       | Nome                   | da               | Modalità   |
| -------- | ---------------------- | ---------------- | ---------- |
| P        | Margot Shore           | Lecce            |            |
| D        | Cristina Cerescu       |                  | definitivo |
| D        | Federica Di Criscio    | Avaldsnes        | definitivo |
| D        | Magda Franchetto       | Napoli           | definitivo |
| D        | Danielle Lea           | Torres           | definitivo |
| D        | Marta Maffei           | Sassuolo         | definitivo |
| D        | Francesca Soro         | Saragozza        | [ 3 ]      |
| C        | Elena Bonacini         | Reggiana         | definitivo |
| C        | Rebecca Laface         | L.F. Jesina      | definitivo |
| A        | Marfil Errico          |                  | definitivo |
| A        | Renāte Fedotova        | Wacker Innsbruck | definitivo |
| A        | Martina Gelmetti       | ChievoVerona FM  | definitivo |
| A        | Penelope Riboldi       | Pomigliano       | definitivo |
| A        | Anastasia Spyridonidou | PAOK             | definitivo |
| A        | Aleksandra Sudyk       |                  | definitivo |

| Cessioni | Cessioni            | Cessioni          | Cessioni      |
| R.       | Nome                | a                 | Modalità      |
| -------- | ------------------- | ----------------- | ------------- |
| P        | Paula Myllyoja      | Espanyol          | definitivo    |
| P        | Erika Venanzi       | Atletico Oristano | in prestito   |
| D        | Ilaria Capitanelli  | Napoli            | in prestito   |
| D        | Angela Mascia       | Perugia           | definitivo    |
| D        | Antonella Marrone   | San Marino        | definitivo    |
| D        | Debora Novellino    | Sampdoria         | definitivo    |
| D        | Francesca Quazzico  | Inter             | fine prestito |
| D        | Ludovica Silvioni   | Juventus          | fine prestito |
| C        | Federica Buonamassa | Sassuolo          | definitivo    |
| C        | Lucia Ceci          | Fesca Bari        |               |
| A        | Elisa Carravetta    | Inter             | fine prestito |
| A        | Desireè Chirillo    | Sassuolo          | definitivo    |
| A        | Emelie Helmvall     | Sampdoria         | definitivo    |
| A        | Gabriela Matoušková | Sparta Praga      |               |

### Sessione invernale
| Acquisti | Acquisti            | Acquisti | Acquisti      |
| R.       | Nome                | da       | Modalità      |
| -------- | ------------------- | -------- | ------------- |
| P        | Elaina La Macchia   |          |               |
| D        | Ilaria Capitanelli  | Napoli   | fine prestito |
| D        | Paula Leblic        |          |               |
| D        | Eirini Nefrou       | PAOK     | definitivo    |
| C        | Dovilė Gailevičiūtė | Gintra   |               |
| A        | Sille Fuhlendorff   |          |               |
| A        | Jelena Prvulović    |          |               |

| Cessioni | Cessioni         | Cessioni | Cessioni   |
| R.       | Nome             | a        | Modalità   |
| -------- | ---------------- | -------- | ---------- |
| P        | Katarzyna Siejka | Arezzo   | definitivo |
| A        | Marfil Errico    |          |            |
| A        | Martina Gelmetti | Riccione | definitivo |
| A        | Michela Romeo    |          |            |
| A        | Rafiat Sule      |          |            |

## Risultati

### Serie B

#### Girone di andata
| Arbitro: | Angelillo (Nola) |

|                               |           |          |
| Gelmetti 66’ Spyridonidou 84’ | Marcatori | 46’ Zito |

| Arbitro: | Restaldo (Ivrea) |

|             |           |                                          |
| Mariani 53’ | Marcatori | 3’ Spyridonidou 65’ Laface 83’ Paparella |

| Arbitro: | Liotta (Castellamare di Stabia) |

|                             |           |                      |
| Di Criscio 39’ Gelmetti 70’ | Marcatori | 90+5’ Sardi De Letto |

| Arbitro: | Ursini (Pescara) |

|                                             |           |                                               |
| Di Bari 19’ Spyridonidou 34’, 69’ 86’ Sudyk | Marcatori | 29’ (rig.) Barbieri 40’ Jansen 77’ Bertolotti |

| Martorano, Cesena 10 ottobre 2021, ore 15:00 CEST 5ª giornata | Cesena         | 0 – 0 referto referto 2 | Pink Sport Time | Centro sportivo Romagna Centro\| Arbitro: \| Bonci (Pesaro) \| |
| Arbitro:                                                      | Bonci (Pesaro) |                         |                 |                                                                |

| Arbitro: | Guerra (Venosa) |

|                                 |           |             |
| Gelmetti 14’ Veritti 48’ (aut.) | Marcatori | 27’ Tuttino |

| Arbitro: | Balducci (Empoli) |

|                             |           |              |
| Silvi 35’ Badawiya 56’, 90’ | Marcatori | 61’ Bonacini |

| Arbitro: | Papale (Torino) |

|                                                   |           |  |
| Pastrenge 52’ Di Luzio 63’ Rizzon 78’ Mariani 90’ | Marcatori |  |

| Arbitro: | Robilotta (Sala Consilina) |

|                          |           |                   |
| Di Bari 27’ Gelmetti 47’ | Marcatori | 78’, 88’ L. Merli |

| Arbitro: | Mihalache (Terni) |

|                            |           |  |
| Distefano 38’ Boldrini 87’ | Marcatori |  |

| Arbitro: | Gallo (Castellammare di Stabia) |

|                   |           |               |
| Fedotova 59’, 83’ | Marcatori | 86’ Bolognini |

| Arbitro: | Rodigari (Bergamo) |

|             |           |                     |
| Peruzzo 57’ | Marcatori | 52’, 54’ Fuhlendorf |

| Arbitro: | Striamo (Salerno) |

|                  |           |                   |
| Spyridonidou 84’ | Marcatori | 10’, 49’ Lombardo |

#### Girone di ritorno
| Arbitro: | Zangara (Catanzaro) |

|  |           |                                          |
|  | Marcatori | 30’, 36’, 63’, 65’ Fuhlendorf 33’ Leblic |

| Arbitro: | Mascolo (Castellammare di Stabia) |

|                       |           |  |
| Spyridonidou 20’, 31’ | Marcatori |  |

| Corte Franca 20 febbraio 2022, ore 14:30 CET 16ª giornata | Cortefranca      | 0 – 0 referto 2 | Pink Sport Time | Stadio Luigi Buffoli\| Arbitro: \| Colaninno (Nola) \| |
| Arbitro:                                                  | Colaninno (Nola) |                 |                 |                                                        |

| Acquaviva 27 febbraio 2022, ore 14:30 CET 17ª giornata | San Marino        | 0 – 0 referto referto 2 | Pink Sport Time | Campo sportivo Acquaviva\| Arbitro: \| Menozzi (Treviso) \| |
| Arbitro:                                               | Menozzi (Treviso) |                         |                 |                                                             |

| Arbitro: | Foresti (Bergamo) |

|  |           |              |
|  | Marcatori | 40’ Petralia |

| Arbitro: | Duzel (Castelfranco Veneto) |

|  |           |                        |
|  | Marcatori | 68’ Kongoulī 71’ Ferin |

| Arbitro: | Criscuolo (Torre Annunziata) |

|             |           |  |
| Riboldi 75’ | Marcatori |  |

| Arbitro: | Manzo (Torre Annunziata) |

|  |           |               |
|  | Marcatori | 61’ Kubassova |

| Arbitro: | Manedo Mazzoni (Prato) |

|                                        |           |                  |
| L. Merli 33’ (rig.) Di Bari 60’ (aut.) | Marcatori | 49’ Strisciuglio |

| Arbitro: | Petraglione (Termoli) |

|                  |           |               |
| Spyridonidou 25’ | Marcatori | 82’ Distefano |

| Arbitro: | Hamza Rihai (Lovere) |

|               |           |  |
| Zanoletti 85’ | Marcatori |  |

| Arbitro: | Cortale (Locri) |

|                 |           |                              |
| Spyridonidou 7’ | Marcatori | 30’ Lattanzio 90+1’ Martelli |

| Arbitro: | Cerea (Bergamo) |

|                                     |           |  |
| Bassano 5’ Marenić 77’ Iannazzo 82’ | Marcatori |  |

### Coppa Italia
| Arbitro: | Cardella (Torre del Greco) |

|                         |           |                                    |
| Silvi 10’ Orlando 90+7’ | Marcatori | 17’, 31’ Spyridonidou 39’ Fedotova |

| Arbitro: | Manzo (Torre Annunziata) |

|              |           |                                           |
| Fedotova 68’ | Marcatori | 17’, 72’ Bonfantini 46’ Nildén 50’ Caruso |

## Statistiche

### Statistiche di squadra
| Competizione | Punti | In casa | In casa | In casa | In casa | In casa | In casa | In trasferta | In trasferta | In trasferta | In trasferta | In trasferta | In trasferta | Totale | Totale | Totale | Totale | Totale | Totale | DR |
| Competizione | Punti | G       | V       | N       | P       | Gf      | Gs      | G            | V            | N            | P            | Gf           | Gs           | G      | V      | N      | P      | Gf     | Gs     | DR |
| ------------ | ----- | ------- | ------- | ------- | ------- | ------- | ------- | ------------ | ------------ | ------------ | ------------ | ------------ | ------------ | ------ | ------ | ------ | ------ | ------ | ------ | -- |
| Serie B      | 35    | 13      | 7       | 2       | 4       | 20      | 16      | 13           | 3            | 3            | 7            | 12           | 19           | 26     | 10     | 5      | 11     | 32     | 35     | -3 |
| Coppa Italia | -     | 1       | 0       | 0       | 1       | 1       | 4       | 1            | 1            | 0            | 0            | 3            | 2            | 2      | 1      | 0      | 1      | 4      | 6      | -2 |
| Totale       | -     | 14      | 7       | 2       | 5       | 21      | 20      | 14           | 4            | 3            | 7            | 15           | 21           | 28     | 11     | 5      | 12     | 36     | 41     | -5 |

### Andamento in campionato
| Giornata  | 1 | 2 | 3 | 4 | 5 | 6 | 7 | 8 | 9 | 10 | 11 | 12 | 13 | 14 | 15 | 16 | 17 | 18 | 19 | 20 | 21 | 22 | 23 | 24 | 25 | 26 |
| --------- | - | - | - | - | - | - | - | - | - | -- | -- | -- | -- | -- | -- | -- | -- | -- | -- | -- | -- | -- | -- | -- | -- | -- |
| Luogo     | C | T | C | C | T | C | T | T | C | T  | C  | T  | C  | T  | C  | T  | T  | C  | T  | C  | C  | T  | C  | T  | C  | T  |
| Risultato | V | V | V | V | N | V | P | P | N | P  | V  | V  | P  | V  | V  | N  | N  | P  | P  | V  | P  | P  | N  | P  | P  | P  |
| Posizione | 1 | 5 | 3 | 3 | 1 | 1 | 1 | 2 | 1 | 4  | 3  |    |    |    |    |    |    |    |    |    |    |    |    | 7  | 9  | 10 |

Legenda:

Luogo: C = Casa; T = Trasferta. Risultato: V = Vittoria; N = Pareggio; P = Sconfitta.

### Statistiche delle giocatrici
| Giocatore          | Serie B  | Serie B | Serie B     | Serie B    | Coppa Italia | Coppa Italia | Coppa Italia | Coppa Italia | Totale   | Totale | Totale      | Totale     |
| Giocatore          | Presenze | Reti    | Ammonizioni | Espulsioni | Presenze     | Reti         | Ammonizioni  | Espulsioni   | Presenze | Reti   | Ammonizioni | Espulsioni |
| ------------------ | -------- | ------- | ----------- | ---------- | ------------ | ------------ | ------------ | ------------ | -------- | ------ | ----------- | ---------- |
| E. Bonacini        | 23       | 1       | 4           | 0          | ?            | ?            | ?            | ?            | 23+      | 1+     | 4+          | 0+         |
| I. Capitanelli     | 13       | 0       | 0           | 0          | ?            | ?            | ?            | ?            | 13+      | 0+     | 0+          | 0+         |
| C. Cerescu         | 2        | 0       | 1           | 0          | ?            | ?            | ?            | ?            | 2+       | 0+     | 1+          | 0+         |
| M. Di Bari         | 19       | 2       | 6           | 0          | ?            | ?            | ?            | ?            | 19+      | 2+     | 6+          | 0+         |
| F. Di Criscio      | 24       | 1       | 2           | 0          | ?            | ?            | ?            | ?            | 24+      | 1+     | 2+          | 0+         |
| M. Errico          | 3        | 0       | 0           | 0          | ?            | ?            | ?            | ?            | 3+       | 0+     | 0+          | 0+         |
| A. Fanelli         | 1        | 0       | 0           | 0          | ?            | ?            | ?            | ?            | 1+       | 0+     | 0+          | 0+         |
| R. Fedotova        | 18       | 2       | 0           | 1          | 2            | 2            | ?            | ?            | 20       | 4      | 0+          | 1+         |
| F. Fiore           | 5        | 0       | 0           | 0          | ?            | ?            | ?            | ?            | 5+       | 0+     | 0+          | 0+         |
| M. Franchetto      | 0        | 0       | 0           | 0          | ?            | ?            | ?            | ?            | 0+       | 0+     | 0+          | 0+         |
| S. Fuhlendorff     | 15       | 5       | 0           | 0          | ?            | ?            | ?            | ?            | 15+      | 5+     | 0+          | 0+         |
| D. Gailevičiūtė    | 3        | 0       | 0           | 0          | ?            | ?            | ?            | ?            | 3+       | 0+     | 0+          | 0+         |
| M. Gelmetti        | 11       | 4       | 0           | 0          | ?            | ?            | ?            | ?            | 11+      | 4+     | 0+          | 0+         |
| A. Gkatsou         | 5        | 0       | 0           | 0          | ?            | ?            | ?            | ?            | 5+       | 0+     | 0+          | 0+         |
| E. La Macchia      | 6        | -5      | 0           | 0          | ?            | ?            | ?            | ?            | 6+       | -5+    | 0+          | 0+         |
| G. Labianca Greta  | 7        | 0       | 1           | 0          | ?            | ?            | ?            | ?            | 7+       | 0+     | 1+          | 0+         |
| R. Laface          | 20       | 1       | 1           | 0          | ?            | ?            | ?            | ?            | 20+      | 1+     | 1+          | 0+         |
| R. Larenza         | 12       | 0       | 3           | 1          | ?            | ?            | ?            | ?            | 12+      | 0+     | 3+          | 1+         |
| P. Leblic Diaz     | 14       | 1       | 0           | 0          | ?            | ?            | ?            | ?            | 14+      | 1+     | 0+          | 0+         |
| M. Maffei          | 24       | 0       | 4           | 0          | ?            | ?            | ?            | ?            | 24+      | 0+     | 4+          | 0+         |
| E. Nefrou          | 17       | 0       | 1           | 0          | ?            | ?            | ?            | ?            | 17+      | 0+     | 1+          | 0+         |
| P. Papapicco       | 2        | 0       | 0           | 0          | ?            | ?            | ?            | ?            | 2+       | 0+     | 0+          | 0+         |
| E. Paparella       | 7        | 1       | 1           | 0          | ?            | ?            | ?            | ?            | 7+       | 1+     | 1+          | 0+         |
| A. Parascandolo    | 0        | 0       | 0           | 0          | ?            | ?            | ?            | ?            | 0+       | 0+     | 0+          | 0+         |
| V. Protopapa       | 0        | 0       | 0           | 0          | ?            | ?            | ?            | ?            | 0+       | 0+     | 0+          | 0+         |
| J. Prvulović       | 8        | 0       | 1           | 0          | ?            | ?            | ?            | ?            | 8+       | 0+     | 1+          | 0+         |
| P. Riboldi         | 23       | 1       | 1           | 0          | ?            | ?            | ?            | ?            | 23+      | 1+     | 1+          | 0+         |
| M. Romeo           | 0        | 0       | 0           | 0          | ?            | ?            | ?            | ?            | 0+       | 0+     | 0+          | 0+         |
| M. Shore Cavazzoni | 20       | -26     | 1           | 0          | ?            | ?            | ?            | ?            | 20+      | -26+   | 1+          | 0+         |
| K. Siejka          | 1        | -3      | 1           | 0          | ?            | ?            | ?            | ?            | 1+       | -3+    | 1+          | 0+         |
| A. Spyridonidou    | 25       | 10      | 1           | 0          | ?            | 2            | ?            | ?            | 25+      | 12     | 1+          | 0+         |
| L. Strisciuglio    | 25       | 1       | 2           | 0          | ?            | ?            | ?            | ?            | 25+      | 1+     | 2+          | 0+         |
| A. Sudyk           | 9        | 1       | 0           | 0          | ?            | ?            | ?            | ?            | 9+       | 1+     | 0+          | 0+         |
| R. Sule            | 2        | 0       | 0           | 0          | ?            | ?            | ?            | ?            | 2+       | 0+     | 0+          | 0+         |
| G. Tateo           | 4        | 0       | 0           | 0          | ?            | ?            | ?            | ?            | 4+       | 0+     | 0+          | 0+         |
| E. Trentadue       | 0        | 0       | 0           | 0          | ?            | ?            | ?            | ?            | 0+       | 0+     | 0+          | 0+         |